# Цзішоу
Цзішоу (кит. спр. 吉首市, піньїнь: Jíshǒu Shì) — місто-повіт у південнокитайській провінції Хунань, адміністративний центр Сянсі-Туцзя-Мяоської автономної префектури.

## Географія
Цзішоу розташовується у центрально-південній частині префектури.

### Клімат
Місто знаходиться у зоні, котра характеризується вологим субтропічним кліматом. Найтепліший місяць — липень із середньою температурою 27.8 °C (82 °F). Найхолодніший місяць — січень, із середньою температурою 5.3 °С (41.5 °F).
| Клімат Цзішоу           | Клімат Цзішоу | Клімат Цзішоу | Клімат Цзішоу | Клімат Цзішоу | Клімат Цзішоу | Клімат Цзішоу | Клімат Цзішоу | Клімат Цзішоу | Клімат Цзішоу | Клімат Цзішоу | Клімат Цзішоу | Клімат Цзішоу | Клімат Цзішоу |
| Показник                | Січ.          | Лют.          | Бер.          | Квіт.         | Трав.         | Черв.         | Лип.          | Серп.         | Вер.          | Жовт.         | Лист.         | Груд.         | Рік           |
| Середній максимум, °C   | 7,6           | 8,5           | 13,4          | 19,8          | 24,1          | 27,3          | 30,7          | 30,8          | 26,4          | 20,6          | 15            | 10            | 19,5          |
| Середня температура, °C | 5,3           | 6,5           | 11            | 16,8          | 21,3          | 24,7          | 27,8          | 27,7          | 23,5          | 18            | 12,6          | 7,5           | 16,9          |
| Середній мінімум, °C    | 0,7           | 1,9           | 5,8           | 11,2          | 15,9          | 19,3          | 21,9          | 21,5          | 17,9          | 12,7          | 7,6           | 2,7           | 11,6          |
| Норма опадів, мм        | 36.9          | 47.6          | 83.3          | 170.4         | 219.3         | 223.6         | 154.9         | 128.4         | 88.3          | 109.5         | 69.2          | 34.9          | 1366.3        |
| Днів з опадами          | 14,9          | 13,9          | 17,4          | 18,8          | 18,4          | 16,1          | 12,3          | 12,7          | 11,6          | 16,2          | 15,8          | 14,5          | 182,6         |
| Вологість повітря, %    | 76.2          | 77.1          | 77.3          | 78.1          | 78.6          | 79.2          | 75.5          | 74.4          | 74.9          | 77.3          | 78            | 76.2          | 76.9          |
| ----------------------- | ------------- | ------------- | ------------- | ------------- | ------------- | ------------- | ------------- | ------------- | ------------- | ------------- | ------------- | ------------- | ------------- |
| Джерело: Weatherbase    |               |               |               |               |               |               |               |               |               |               |               |               |               |